# Eriprando Aldobrandeschi
Eriprando (... – 861) è stato un nobile italiano, ed è indicato come il capostipite della famiglia Aldobrandeschi, avendone gettato le basi del potere con la sua nomina a vassallo imperiale.

## Biografia
Figlio secondogenito di Ildebrando, faceva parte di una famiglia il cui prestigio andava sempre più aumentando negli ambienti di Lucca di inizio IX secolo, grazie alle azioni del padre che aveva iniziato ad accumulare una serie di beni e a poter vantare una discreta ricchezza. È menzionato per la prima volta nell'826, mentre la ricorrenza successiva è nel giugno 839. La mancanza di documentazione su Eriprando nella prima parte della sua vita è forse dovuta alla possibilità di una sua prolungata assenza da Lucca: ciò è stato ricollegato alla prassi di inviare i giovani delle famiglie facoltose a ricevere un'educazione a corte, diffusa nell'età carolingia; tale ipotesi è rafforzata dal fatto che nei documenti dall'839 in poi Eriprando sottoscrive utilizzando la scrittura carolina, che aveva appena fatto la sua comparsa a Lucca ed era molto rara.
Alla morte del padre, Eriprando si era ritrovato ad amministrare il patrimonio familiare, in quanto il fratello maggiore Ilprando era morto prematuramente poco dopo l'800; incrementò la quantità dei beni grazie a una serie di permute e acquisizioni con il vescovo Berengario. Ricevette dal vescovo alcuni beni presso Roselle in cambio di una quota della chiesa di San Benedetto a Settimo ereditata dal nonno. Nel febbraio 840 intervenne nella controversia tra il vassallo Giselmaro e il monastero di San Giacomo, ed è citato per primo tra i vassalli imperiali; lo stesso in due atti dell'844 e dell'851, dove è citato per primo subito dopo il vescovo Ambrogio; nell'ultimo caso è ricordato come «vassus domni imperatori». Fu tra i "signiferi" al seguito del marchese di Tuscia Adalberto I durante la spedizione in soccorso di Roma razziata dai saraceni. Assistette a vari placiti, a Lucca ma anche a Pisa; in un atto dell'853 è definito come «missus partibus Tusciae».
La scarsa presenza di Eriprando nelle fonti dopo l'853 lascia presupporre un trasferimento fuori Lucca, forse un ritiro a corte dopo essersi assicurato il futuro della sua discendenza, con il figlio Geremia nominato vescovo di Lucca e la nomina a conte di Ildebrando II, il primo a ricevere tale titolo, dando vita alla linea comitale aldobrandesca.  Nell'861, ormai anziano, fece le uniche due donazioni registrate nella sua attività. In un documento del 9 ottobre 862 risulta già deceduto.
Oltre a Geremia e Ildebrando II, ebbe almeno altri due figli, Eriprando II e Ademari, anch'essi vassalli.

## Famiglia
- Ildebrando I (padre)
  - Ilprando II (fratello)
  - Eriprando
    - Geremia (figlio)
    - Ildebrando II (figlio)
    - Eriprando II (figlio)
    - Ademari (figlio)